# Церемония MTV Video Music Awards 2007
24-я церемония музыкальных наград MTV Video Music Awards 2007 прошла 9 сентября 2007 года на сцене казино «The Palms», в Лас-Вегасе. Ведущего в этой церемонии не было.
В 2007 году было самое маленькое количество номинаций. Некоторые категории были упразднены, а другие переименованы.

## Номинанты
Победители выделены жирным шрифтом

### Видео года
- Beyoncé — «Irreplaceable»
- Justice — «D.A.N.C.E.»
- Rihanna — «Umbrella» featuring Jay-Z
- Джастин Тимберлейк — «What Goes Around…Comes Around»
- Канье Уэст — «Stronger»
- Amy Winehouse — «Rehab»

### Исполнитель года
- Akon — Don’t Matter, I Wanna Love You (совместно с Snoop Dogg), Smack That (совместно с Eminem),Sorry, Blame It On Me, Bartender (совместно с T-Pain)
- Канье Уэст — «Can’t Tell Me Nothing», «Stronger», «Classic (Better Than I’ve Ever Been)» — DJ Premier remix, (совместно с Nas, KRS-One и Rakim)
- Джастин Тимберлейк — «Let Me Talk To You/ My Love» совместно с T.I. и Timbaland, «SexyBack» совместно с Timbaland, «What Goes Around…Comes Around», «LoveStoned»
- T.I. — «Big Things Poppin' (Do It)», «You Know What It Is» featuring Wyclef Jean, «What You Know»
- Robin Thicke — «Can U Believe», «Lost Without U», «Wanna Love You Girl» (remix) featuring Busta Rhymes and Pharrell

### Исполнительница года
- Amy Winehouse — «Rehab», «You Know I’m No Good»
- Beyoncé — «Irreplaceable», «Beautiful Liar» featuring Shakira, «Upgrade U», «Get Me Bodied»
- Fergie — «Big Girls Don’t Cry», «Glamorous» совместно с Ludacris, «Fergalicious» совместно с Will.I.Am
- Нелли Фуртадо — «Maneater», «Say It Right», «All Good Things (Come to an End)», «Do It»
- Rihanna — «Umbrella» featuring Jay-Z, «Shut Up and Drive»

### Лучший новый исполнитель
- Amy Winehouse — «Rehab», «You Know I’m No Good»
- Carrie Underwood — «Before He Cheats»
- Gym Class Heroes — «Clothes Off» (совместно с Patrick Stump), «Cupid’s Chokehold/Breakfast in America» (совместно с Patrick Stump)
- Lily Allen — «Alfie», «Smile», «LDN»
- Peter Bjorn and John — «Young Folks»

### Лучшая группа
- Fall Out Boy — «This Ain’t A Scene, It’s An Arms Race», «Thnks Fr Th Mmrs», «The Take Over, The Break’s Over»
- Gym Class Heroes — «Clothes Off» (совместно с Patrick Stump), «Cupid’s Chokehold/Breakfast in America» совместно с Patrick Stump
- Linkin Park — «What I’ve Done»
- Maroon 5 — «Makes Me Wonder», «Wake Up Call»
- White Stripes — «Icky Thump»

### Самое потрясающее сотрудничество
- Akon совместно с Eminem — «Smack That»
- Beyoncé совместно с Shakira — «Beautiful Liar»
- Джастин Тимберлейк совместно с Timbaland — «SexyBack»
- Gwen Stefani совместно с Akon — «The Sweet Escape»
- U2 совместно с Green Day — «The Saints Are Coming»

### Угроза года
- Beyoncé
- Bono
- Jay-Z
- Джастин Тимберлейк
- Канье Уэст

### Лучший сингл года
- Avril Lavigne — «Girlfriend»
- Daughtry — «Home»
- Fall Out Boy — «Thnks Fr Th Mmrs»
- Lil' Mama — «Lip Gloss (No Music)»
- T-Pain featuring Yung Joc — «Buy U a Drank (Shawty Snappin')»
- Timbaland featuring Keri Hilson, D.O.E. and Sebastian — «The Way I Are»
- MIMS — «This Is Why I’m Hot»
- Plain White T's — «Hey There Delilah»
- Rihanna featuring Jay-Z — «Umbrella»
- Shop Boyz — «Party Like a Rockstar»

### Лучший режиссёр
- Beyoncé featuring Shakira — «Beautiful Liar» — Режиссёр: Джек Нава
- Christina Aguilera — «Candyman» — Режиссёры: Мэттью Ролстон и Кристина Агилера
- Джастин Тимберлейк — «What Goes Around...Comes Around» — Режиссёр: Сэмюэль Бейер
- Канье Уэст — «Stronger» — Режиссёр: Хайп Уильямс
- Linkin Park — «What I've Done» Режиссёр: Джозеф Хан
- Rihanna featuring Jay-Z — «Umbrella» — Режиссёр: Крис Эпплбаум

### Лучший монтаж в видео
- Beyoncé and Shakira — «Beautiful Liar» — Монтажёр: Джаретт Фигл
- Gnarls Barkley — «Smiley Faces» — Монтажёр: Кен Моу
- Джастин Тимберлейк — «What Goes Around...Comes Around» — Монтажёр: Холли Сингер
- Канье Уэст — «Stronger» — Монтажёр: Питер Джонсон и Кори Уэйтз
- Linkin Park — «What I've Done» — Монтажёр: Игорь Ковалик

### Лучшая хореография в видео
- Beyoncé and Shakira: «Beautiful Liar» — Хореограф: Фрэнк Гатсон
- Chris Brown — «Wall To Wall» — Хореографы: Rich & Tone и Flii Styles
- Ciara: «Like A Boy» — Хореограф Ямайка Крафт
- Eve — «Tambourine» — Хореограф: Тахеша Скотт
- Джастин Тимберлейк feat. T.I. — «My Love» — Choreographer: Марти Кулдека

## Выступления

### Pre-show
- Nicole Scherzinger с Lil Wayne — «Whatever U Like» (MTV-mix)

### Основное шоу
- Britney Spears — «Trouble» intro/«Gimme More»
- Chris Brown с Rihanna — «Wall to Wall»/«Umbrella» (Rihanna intermission)/«Billie Jean» (danced, not sung)/«Kiss Kiss» попурри
- Linkin Park — «Bleed It Out» (surprise performance at Rain Night club)- с Timbaland
- Alicia Keys — «No One»/«Freedom! '90» попурри
- Closing Medley by Timbaland and guests: Nelly Furtado — «Do It» / D.O.E. and Sebastian — «The Way I Are» рэп попурри / Timbaland featuring Keri Hilson — «The Way I Are» / Justin Timberlake — «LoveStoned» / Timbaland с Nelly Furtado и Justin Timberlake — «Give It to Me»

## При участии
| - Ashanti - Sarah Silverman - Eve - Kevin Connolly - Kid Rock - Seth Rogen - Adrian Grenier - Bill Hader - Rosario Dawson - Megan Fox - Jamie Foxx - Jennifer Garner - Paris Hilton - Lauren Conrad - Audrina Patridge | - Whitney Port - Shia LaBeouf - Nicole Sherzinger - Jennifer Hudson - Robin Thicke - Nelly - Mary J. Blige - Dr. Dre - Diddy - Yung Joc - Jermaine Paul - Caitlin Upton - Ryan Sheckler - Ryan Leslie |